# Prins Ruperts dråbe
Prins Ruperts dråber, der også er kendt som hollandske tårer, er glas formet ved at dryppe smeltet glas i meget koldt vand. Glasset køler i en lang dråbe som en haletudse med en lang, tynd hale. Det kolde vand afkøler det smeltede glas på ydersiden, mens det indre forbliver betydeligt varmere. Når glasset i det indre i sidste ende afkøles, trækker det sig sammen inden i den allerede stivnede overflade. Dette medfører meget store trykspændinger på overfladen, mens kernen i dråben er i en tilstand af trækspænding. Dermed er det blevet til en slags hærdet glas.
De meget høje spændinger i dråben giver anledning til selvmodsigende egenskaber, såsom evnen til at modstå et slag fra en hammer på den tykke ende uden at brække i stykker, mens der sker en eksplosiv knusning, hvis enden bare bliver lidt beskadiget.